# Brasiliscincus heathi
Espèce
Synonymes
- Mabuya heathi Schmidt & Inger, 1951

Brasiliscincus heathi est une espèce de sauriens de la famille des Scincidae.

## Répartition
Cette espèce est endémique du Brésil. Elle se rencontre dans les États du Ceará, de Bahia, du Paraíba, du Rio Grande do Norte, du Sergipe et du Pernambouc.

## Description
C'est un saurien vivipare.

## Étymologie
Cette espèce est nommée en l'honneur d'Harold Heath.

## Publication originale
- Schmidt & Inger, 1951 : Amphibians and reptiles of the Hopkins-Branner expedition to Brazil. Fieldiana, Zoology, vol. 31, no 4, p. 439-465 (texte intégral).